# Akademija (Kėdainiai)
Akademija is een plaats in de gemeente Kėdainiai in het Litouwse district Kaunas. De plaats telt 752 inwoners (2011).